# Tværliggende motor
Tværliggende motor kaldes det, når motoren i et køretøj er monteret i retningen "øst-vest", altså med krumtapakslen pegende mod køretøjets sider i stedet for frem eller tilbage.
Denne konstruktion er den mest almindelige på moderne forhjulstrukne biler, da den optager mindre plads end hvis den er monteret på langs. Gearkassen er monteret bagved motoren og driver forhjulene direkte. Hjulene drejer i samme retning som motorens krumtapaksel, undtagen når man bakker.
Busser, hovedsageligt bybusser af mærkerne Scania, Renault og Irisbus samt dobbeltdækkerbusser af forskellige mærker kan have tværstillet hækmotor, monteret under bagruden og den bageste sæderække, som driver baghjulene. Den konstruktion gør at gulvet bliver mere plant og mere rummeligt bag bagakslen sammenlignet med lavgulvsbusser med langsliggende motor. Ulempen er at bussen bliver tungere bagi.
Også visse sportsvogne med centermotor kan have tværliggende motor bagved forsæderne, som f.eks. Pontiac Fiero og Fiat X1/9.